# Sellocharis paradoxa
Sellocharis paradoxa är en ärtväxtart som beskrevs av Paul Hermann Wilhelm Taubert. Sellocharis paradoxa ingår i släktet Sellocharis och familjen ärtväxter. Inga underarter finns listade i Catalogue of Life.